# غاري إي. باين
غاري إي. باين (بالإنجليزية: Gary E. Payne)‏ هو محامي وسياسي أمريكي، ولد في 31 أكتوبر 1944 في دنيسون في الولايات المتحدة، وتوفي في 27 أغسطس 2013. انتخب عضو مجلس نواب أوكلاهوما.